# ترشنگویتسا (سینیتسا)
ترشنگویتسا (به صربی: Trešnjevica) یک منطقهٔ مسکونی در صربستان است که در سینیتسا واقع شده‌است. ترشنگویتسا ۹۷ نفر جمعیت دارد.